# Station Baasrode-Noord
Het station Baasrode-Noord is een voormalig spoorwegstation in de Dendermondse deelgemeente Baasrode op spoorlijn 52 (Dendermonde - Antwerpen-Zuid) dat nu als hoofdkwartier dient voor de vzw Stoomtrein Dendermonde-Puurs (SDP).
Het station werd vanaf mei 1980 bediend door bussen, wegens de werken aan de brug in Boom. Op 3 juni 1984 werd het station officieel gesloten.
Het stationsgebouw is nog steeds aanwezig. Het dateert van 1969 is uitgetekend door Philip Tibax. In dit pand zijn momenteel de kantoren van SDP gevestigd.
Verder van het dorp is er op spoorlijn 53 nog het station Baasrode-Zuid.

## Aantal instappende reizigers
De grafiek en tabel geven het gemiddeld aantal instappende reizigers weer op een week-, zater- en zondag.
| Tabel: aantal instappende reizigers station Baasrode-Noord | Tabel: aantal instappende reizigers station Baasrode-Noord | Tabel: aantal instappende reizigers station Baasrode-Noord | Tabel: aantal instappende reizigers station Baasrode-Noord |
|                                                            | Weekdag                                                    | Zaterdag                                                   | Zondag                                                     |
| ---------------------------------------------------------- | ---------------------------------------------------------- | ---------------------------------------------------------- | ---------------------------------------------------------- |
| 1977                                                       | 92                                                         | 0                                                          | 0                                                          |
| 1978                                                       | 60                                                         | 0                                                          | 0                                                          |
| 1979                                                       | 54                                                         | 0                                                          | 0                                                          |

0,0: Dendermonde ·
5,6: Baasrode-Noord ·
9,0: Sint-Amands ·
12,5: Oppuurs ·
15,3: Puurs ·
18,4: Ruisbroek-Sauvegarde ·
21,2: Boom ·
22,0: Boom-Krekelenberg ·
24,7: Niel ·
26,4: Schelle ·
27,6: Hemiksem ·
29,9: Hemiksem-Werkplaatsen ·
31,9: Hoboken-Kapelstraat ·
32,9: Hoboken-Polder ·
37,5: Antwerpen-Zuid